# Hermann Engelhard
Hermann Engelhard (Darmstadt, 21 giugno 1903 – Darmstadt, 6 gennaio 1984) è stato un mezzofondista e velocista tedesco.

## Palmarès

### Olimpiadi
- Argento a Amsterdam 1928 nella staffetta 4×400 metri.
- Bronzo a Amsterdam 1928 negli 800 metri piani.